# 輪藻綱
輪藻綱（學名：Charophyceae），又名車軸藻綱，舊屬綠藻門，今屬車軸藻門。
它的分類地位仍有爭議。有些植物學家認為可以將輪藻門和綠藻門納入植物界中，但有些植物學家認為輪藻綱被編入綠藻門、鏈形植物門，或是鏈型植物下界，其他系統分類學家把輪藻綱分在輪藻門之下，因為輪藻綱與綠藻門仍有明顯的差異。
且不論輪藻綱的真實分類，大多數植物學者都同意輪藻是最接近有胚植物（陸生植物）的一種生物。不管在生殖、光合作用、cpDNA（葉綠體的DNA）的分析，還是其他特徵，都顯示有胚植物是由輪藻演化而成。

## 下属
- 轮藻目(Charales)
  - 轮藻科(Characeae)